# 吉田鞆明

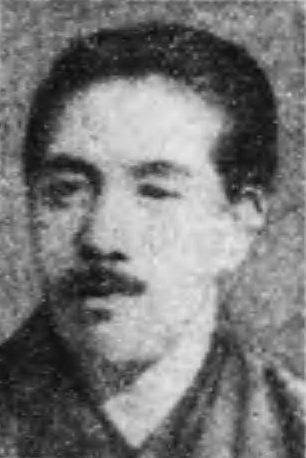
吉田鞆明

吉田 鞆明（よしだ ともあき、1888年（明治21年）12月20日 – 1955年（昭和30年）9月20日）は、日本の衆議院議員（立憲政友会）。ジャーナリスト。

## 経歴
福岡県福岡市出身。九州自由党の指導者で福岡県会議長を務めた吉田鞆二郎の長男として生まれる。福岡県立中学修猷館を経て、早稲田大学で学んだ後、福岡日日新聞社に入り政治部主任を務めた。その後、福岡毎日新聞社を創設し、社長となった。また九州人事相談所を設け、貧困者のための無料法律相談・無料診察治療を行った。
1932年（昭和7年）、第18回衆議院議員総選挙に出馬し、当選を果たした。
その他、九州歯科医学専門学校理事・理事長、福岡高等商業学校顧問などを務めた。

## 著書
- 『巨人頭山満翁は語る』（感山荘、1939年）